# Assim Madibo
Assim Omer Al Haj Madibo (arabisch عاصم عمر الحج مادب Assem Omar Al Hajj Madibo; * 22. Oktober 1996) ist ein katarischer Fußballspieler.

## Karriere

### Verein
Madibo begann seine Karriere in der Aspire Academy, ehe er im Jänner 2015 im Zuge einer Kooperation nach Österreich zum LASK wechselte. Sein Profidebüt gab er am 5. Spieltag 2015/16 gegen den SC Austria Lustenau. Madibo wurde auch in der Regionalligamannschaft eingesetzt. Im Januar 2016 wechselte er nach Spanien zum Drittligisten Cultural Leonesa.
Zur Saison 2016/17 wechselte er zurück nach Katar, wo er sich dem Erstligisten Al-Duhail SC anschloss und den nationalen Meistertitel feierte. Im Juli 2017 wurde er nach Belgien an den KAS Eupen verliehen und ein halbes Jahr später an den al-Gharafa Sports Club. Seit dem Sommer 2018 ist er zurück in Al-Duhail und gewann zwei Jahre später erneut die Meisterschaft.

### Nationalmannschaft
Von 2017 bis 2019 spielte Madibo 22 Mal für die Katarische A-Nationalmannschaft und gewann mit der Auswahl die Asienmeisterschaft.

## Erfolge
Verein
- Katarischer Meister: 2017, 2020

Nationalmannschaft
- Asienmeister: 2019